# Tushka
Per la ciutat i fortalesa assíria, vegeu Tuskha
Tushka és una població dels Estats Units a l'estat d'Oklahoma. Segons el cens del 2000 tenia 345 habitants.

## Demografia
Segons el cens del 2000, Tushka tenia 345 habitants, 139 habitatges, i 94 famílies. La densitat de població era de 185 habitants per km².
Dels 139 habitatges en un 32,4% hi vivien nens de menys de 18 anys, en un 48,2% hi vivien parelles casades, en un 15,8% dones solteres, i en un 31,7% no eren unitats familiars. En el 28,1% dels habitatges hi vivien persones soles el 13,7% de les quals corresponia a persones de 65 anys o més que vivien soles. El nombre mitjà de persones vivint en cada habitatge era de 2,48 i el nombre mitjà de persones que vivien en cada família era de 3,03.
Per edats la població es repartia de la següent manera: un 27,5% tenia menys de 18 anys, un 12,5% entre 18 i 24, un 27,2% entre 25 i 44, un 20,3% de 45 a 60 i un 12,5% 65 anys o més.
L'edat mediana era de 34 anys. Per cada 100 dones de 18 o més anys hi havia 95,3 homes.
La renda mediana per habitatge era de 17.404 $ i la renda mediana per família de 26.250 $. Els homes tenien una renda mediana de 18.438 $ mentre que les dones 15.357 $. La renda per capita de la població era de 10.547 $. Entorn del 19,8% de les famílies i el 17,5% de la població estaven per davall del llindar de pobresa.

## Poblacions més properes
El següent diagrama mostra les poblacions més properes.